# Дуб В'ячеслава Чорновола
Дуб В'ячеслава Чорновола — ботанічна пам'ятка природи місцевого значення. Об'єкт розташований на території Черкаського району Черкаської області, садиба Канівської райлікарні.
Площа — 0,01 га, статус отриманий у 1982 році.
17 січня 2025 року Кабінет міністрів України перейменував дуб О. Кошевого на дуб В'ячеслава Чорновола.

## Галерея

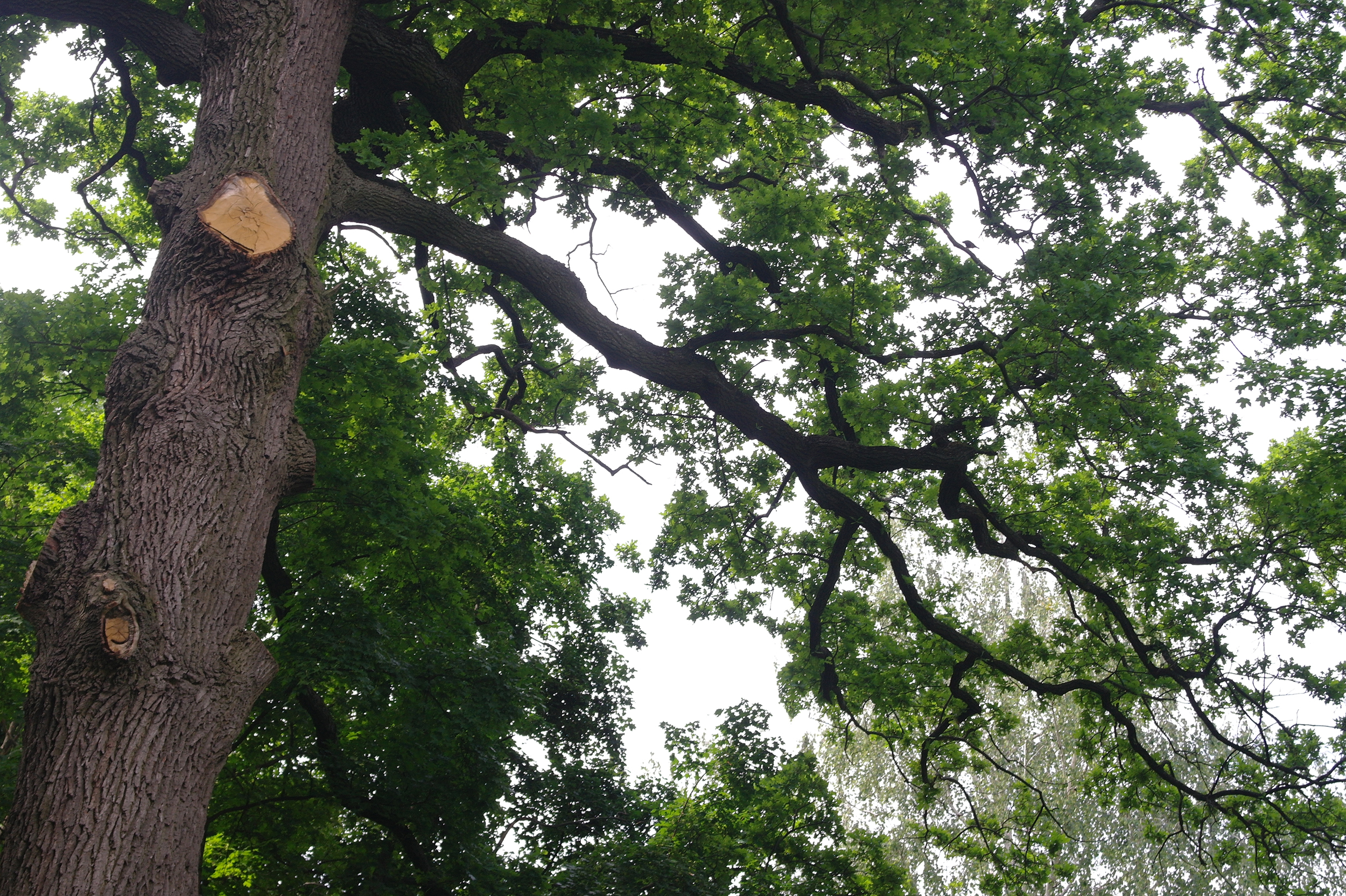
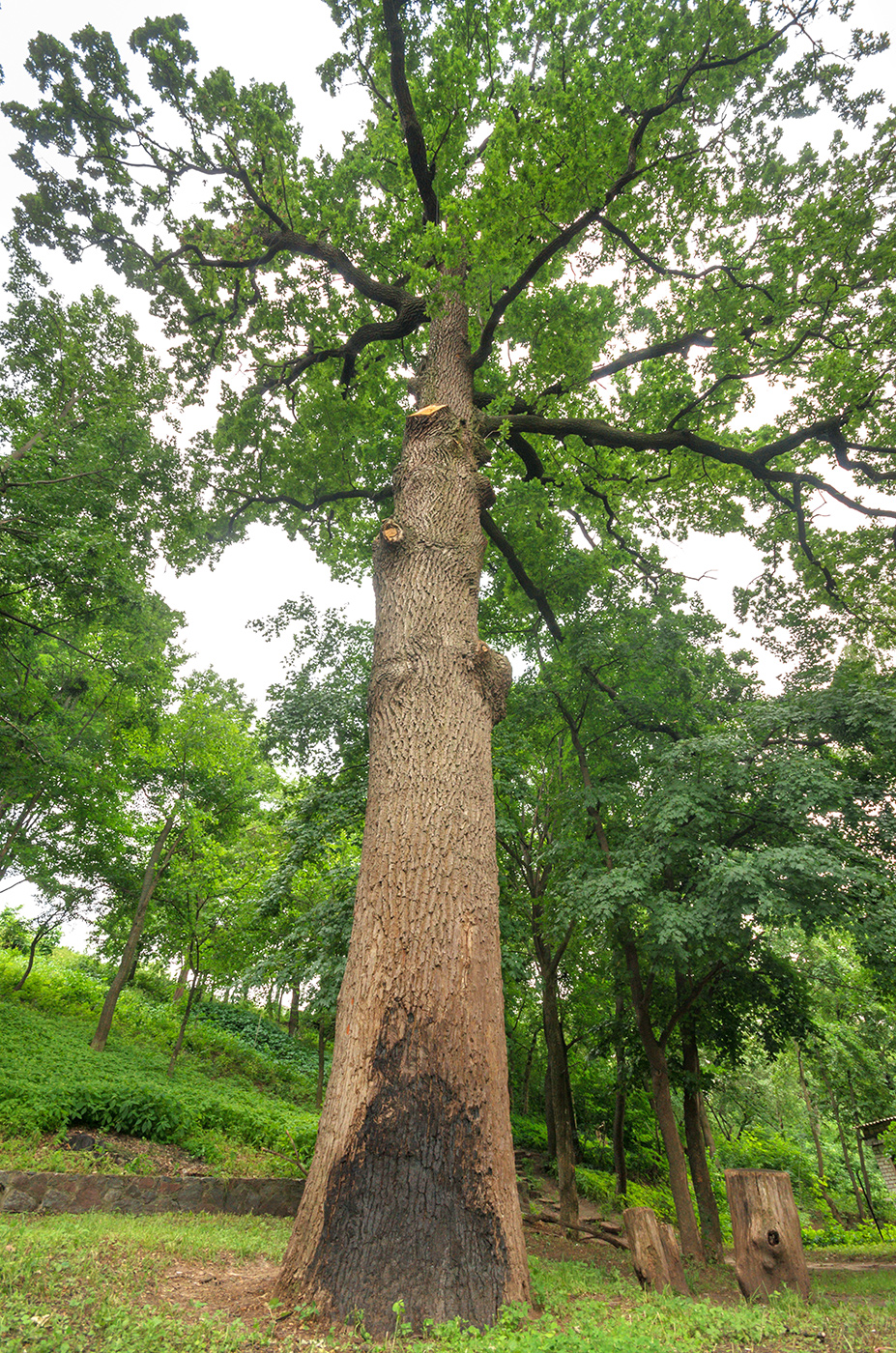